# دایان دیکسون
دایان دیکسون (انگلیسی: Diane Dixon؛ زادهٔ ۲۳ سپتامبر ۱۹۶۴) دونده اهل ایالات متحده آمریکا بود.
وی در مسابقات کشوری و بین‌المللی در مجموع برندهٔ ۳ مدال طلا، ۳ مدال نقره، ۲ مدال برنز شده‌است.